# Поул, Маргарет
Ма́ргарет По́ул (англ. Margaret Pole; 14 августа 1473, замок Фарли-Хангерфорд, Сомерсет, Королевство Англия — 27 мая 1541, Тауэр, Лондон, Королевство Англия) — английская аристократка, графиня Солсбери в своём праве (suo jure) с 1513 года.
Дочь Джорджа Плантагенета, 1-го герцога Кларенса, брата королей Эдуарда IV и Ричарда III, двоюродная сестра Елизаветы Йоркской — жены Генриха VII и матери Генриха VIII. Являясь одним из немногих выживших после Войны роз членов династии Плантагенетов, Маргарет теоретически могла претендовать на английский престол; поэтому Генрих VII выдал её за своего незнатного родственника Ричарда Поула. Маргарет овдовела в 1504 году, а в 1513 году была восстановлена в своих правах на часть владений и на графский титул. Она стала одной из двух женщин Англии XVI века, которые были пэрами по собственному праву, а не по титулам мужей, и одним из богатейших пэров королевства. Сыновья графини, Реджинальд, Джеффри и Генри Поулы, во время Реформации оказались в составе католической оппозиции. Из-за этого и Маргарет оказалась под подозрением, стала фигурантом дела о «заговоре Эксетера» и была казнена в 1541 году. Римский папа Лев XIII в 1886 году причислил её к лику блаженных как мученицу.

## Происхождение и ранние годы
Маргарет происходила из Йоркской ветви английского королевского дома Плантагенетов и была единственной выжившей дочерью Джорджа, герцога Кларенса, и леди Изабеллы Невилл. Она приходилась внучкой Ричарду, герцогу Йоркскому, заявившему права на английскую корону для дома Йорков. Её мать происходила из могущественного аристократического английского рода Невиллов и была старшей дочерью и сонаследницей «делателя королей» Ричарда Невилла, графа Уорика по праву жены, и Анны Бошан, графини Уорик в своём праве; по женской линии Изабелла была потомком графов Солсбери. Двое из трёх братьев отца леди Маргарет, Эдуард IV и Ричард III, были королями Англии, а единственная сестра её матери, Анна Невилл, была королевой при младшем из них.
Леди Маргарет родилась 14 августа 1473 года в замке Фарли-Хангерфорд (Сомерсет), расположенном недалеко от Бата. В этот период её отец герцог Кларенс был третьим в очереди на английский престол, который занимал его старший брат Эдуард IV. Из всех детей, родившихся в браке родителей Маргарет, кроме неё выжил только брат Эдуард (1475—1499). Из-за этого династическая роль новорождённой девочки была достаточно высокой.
Когда Маргарет было три года, её мать и младший из двух братьев, Ричард, умерли (декабрь 1476 — январь 1477); её отец, твёрдо уверенный, что герцогиню отравили, казнил двух слуг. Позже Джордж начал строить заговор против брата-короля, был осуждён и казнён (февраль 1478 года). Все его владения и титулы были конфискованы. Впоследствии брат Маргарет, Эдуард, получил титул графа Уорика, который он должен был унаследовать после смерти отца, но Эдуард IV решил, что это будет только титул учтивости: ни владения, ни пэрство Эдуарду не достались. Вместе с тем Маргарет становилась предполагаемой наследницей при брате.
После смерти Эдуарда IV в 1483 году новым королём должен был стать кузен Маргарет, Эдуард V; однако брат умершего, лорд-протектор герцог Глостер, объявил молодого короля, его брата и пять сестёр незаконнорождёнными. Маргарет и её брат тоже отстранялись от престола как дети человека, казнённого за государственную измену. В итоге престол занял герцог Глостер под именем Ричарда III. Новый король в сентябре 1483 года повелел поселить племянников в замке Шериф-Хаттон в Йоркшире.

## Брак
Вскоре после коронации Ричард III отправил племянников в Шериф-Хаттон, Йоркшир. Однако там дети пробыли недолго: в 1485 году Ричард погиб в битве при Босворте, и новым королём стал Генрих Тюдор (под именем Генриха VII), женившийся на кузине Маргарет Елизавете Йоркской. Из-за исчезновения сыновей Эдуарда IV и достаточно слабых прав нового короля на английский трон повысилось значение Маргарет и её брата. Сама Маргарет стала фрейлиной новой королевы. При дворе оказался и её брат Эдуард, но вскоре Генрих, чувствовавший угрозу своему правлению со стороны последнего Йорка мужского пола, отправил его в Тауэр.
После того, как в битве при Стоук-Филде 16 июля 1487 года был разгромлен Ламберт Симнел, который поднял восстание, отстаивая династические права Маргарет и её брата, король решил выдать девочку замуж, чтобы гарантировать, что никто не будет от её имени организовывать восстание. В итоге, вероятно, примерно в ноябре 1487 года Генрих VII выдал Маргарет замуж за сэра Ричарда Поула. Ричард был не особенно знатен или богат, так что сторонники Йорков потеряли возможность использовать дочь Кларенса в своих интригах. Брак Маргарет можно было даже счесть унижением, но на момент замужества сама она не имела собственных владений или поместий и была достаточно бедна. Кроме того, хотя Ричард Поул имел более низкое происхождение, чем его жена, он не был совсем безродным. Ричард был старшим сыном валлийского оруженосца Джеффри Поула, который, как предполагалось, вёл своё происхождение от правителей Поуиса. Матерью Ричарда была Эдит Сент-Джон, единоутробная сестра матери короля, Маргарет Бофорт; соответственно, по материнской линии Ричард Поул приходился двоюродным братом королю. Способный и верный Генриху VII, муж Маргарет был одним из важных членов королевского двора.
В 1499 году брата Маргарет казнили по обвинению в участии в заговоре Перкина Уорбека. Вскоре после этого сэр Ричард Поул был назначен камергером Артура, принца Уэльского. После женитьбы Артура на Екатерине Арагонской с декабря 1501 года Маргарет стала одной из фрейлин принцессы и пробыла в этой должности вплоть до смерти Артура в 1502 году.
Во время замужества Маргарет жила в основном в Бокмере, расположенном в принадлежавшем мужу поместье Медменем (Бакингемшир). Однако когда Ричард Поул был обязан выполнять свои обязанности в Уэльсе, она проживала в замке Стортон (Стамфордшир). В браке родилось пятеро выживших детей: сыновья Генри, Реджинальд, Джеффри и Артур, а также дочь Урсула.
Муж Маргарет умер в 1504 году, оставив её вдовой с пятью детьми и небольшими владениями, без средств к существованию и каких-либо перспектив. Похороны Поула пришлось оплатить королю, поскольку у его вдовы не было на это денег: Генрих VII выделил вдове 52 фунта 6 шиллингов и 8 пенсов, а также ссудил 40 фунтов на выгодных условиях, чтобы гарантировать, что похороны его двоюродного брата будут почётными. Чтобы облегчить своё положение, леди Маргарет передала третьего сына, Реджинальда, в услужение церкви, сняв с себя финансовую ответственность за него. Тот сделал блестящую карьеру, поднявшись до должностей папского легата и архиепископа Кентерберийского, но тем не менее сожалел о решении матери всю жизнь, о чём он с негодованием ей сообщил в 1536 году. Сама Маргарет, которой не на что было содержать детей, вынуждена была переселиться в аббатство Сион и жить там среди бригитток.

## Графиня Солсбери
Состояние Маргарет улучшилось после восхождения в 1509 году на престол её двоюродного племянника Генриха VIII, который женился на вдове брата Екатерине Арагонской; леди Поул вновь стала одной из фрейлин новой королевы. В 1513 году парламент восстановил права её брата на некоторые земли графов Солсбери, которые сначала управлялись королём Генрихом VII, а затем и вовсе были конфискованы после казни Эдуарда. Таким образом была молчаливо признана несправедливость казни брата Маргарет. Тем же актом парламента ей было возвращено графство Солсбери. Хотя Маргарет и заплатила за земли налог в пять тысяч марок, условия были достаточно щедрыми по сравнению с суммами, которые приходилось выплачивать за вступление в наследство другим представителям знати. Ежегодный доход, который ей приносили возвращённые земли, составлял 2 тысячи фунтов. 
За исключением королевы Анны Болейн, Маргарет была единственной женщиной в Англии XVI века, которая была пэром по собственному праву. Её поместья располагались в 17 английских графствах, в первую очередь в Южной Англии и Мидлендсе. Кроме того, у неё были владения в Кале и Уэльсе. В 1538 году ежегодный доход с её владений составлял 2311 фунтов. В результате Маргарет входила в пятёрку самых богатых представителей знати своего поколения и, потенциально, являлась одной из самых влиятельных женщин в Англии. Она достаточно активно занималась своими поместьями, мудро назначая офицеров для управления ими; некоторые из управленцев были женщинами. Во многих областях она действовала наравне с коллегами-мужчинами, например, в переговорах о браках своих детей и внуков и судебных процессах. Однако существовали сферы, где женский пол был препятствием: военные отряды от её имени возглавлял старший сын Генри, лорд Монтегю, он же заседал от имени матери в палате лордов и различных комиссиях.
Маргарет содержала 4 резиденции, но основным её местом жительства стал замок Уорблингтон в Гэмпшире, перестроенный ею в 1517 году. В нём она основала больницу, а в располагавшемся дальше по направлению к побережью монастыре Крайстчёрч графиня построила для себя часовню.
Маргарет была покровительницей новых учений, как и многие представители знати времён Возрождения. Одним из подопечных ей учёных был Генциан Эрве Орлеанский, который по её просьбе перевёл на английский «Безмерную милость богов» (лат. De immensa misericordia Dei) Эразма Роттердамского. Увлечения матери, судя по всему, поощрял её сын Реджинальд, который знакомил её со своими друзьями-гуманистами.

## Падение
Отношение короля к двоюродной тётке постоянно менялось. В 1518 году Маргарет вела спор с королём из-за земли: Генрих VIII присудил графине оспариваемые земли герцога Сомерсета, которые достались ему от прадеда и находившиеся на тот момент во владении короны. В 1520 году графиня была назначена гувернанткой старшей дочери короля, принцессы Марии; в следующем году, когда стало известно о связи её сыновей с опальным Бекингемом, Маргарет была снята с должности, но восстановлена в 1525 году. Кроме того, Маргарет продолжала открыто поддерживать Екатерину Арагонскую и принцессу Марию после того, как Генрих VIII решил аннулировать первый брак. Когда Мария была объявлена незаконнорождённой в 1533 году, графиня отказалась вернуть золотую посуду и украшения принцессы короне. В декабре того же года, когда домашнее хозяйство принцессы было распущено и Марию лишили почти всех слуг, Маргарет просила у короля разрешения служить принцессе за свой счёт, но ей было отказано. Отношения с королём ещё ухудшились после того, как появились слухи, что Маргарет была замешана в деле монахини Кентской; кроме того, она попыталась помешать назначению на пост настоятеля Бишемского аббатства кандидата, выдвинутого Томасом Кромвелем. Два года спустя императорский посол Шапюи предложил королю передать Марию на попечение графини Солсбери, Генрих VIII взорвался, назвав Маргарет «глупой, не имеющей опыта». Когда королева Анна была арестована и, в конце концов, казнена в 1536 году, Маргарет было разрешено вернуться ко двору, но пробыла она там недолго.
В мае 1536 года Реджинальд Поул, сын Маргарет, окончательно порвал с королём. В 1531 году он предупреждал короля об опасности брака с Анной Болейн. Спустя год он вернулся в Падую и в декабре получил последний английский приход. Тогда же Шапюи, державший связь с Реджинальдом через его брата Джеффри, предложил императору Карлу V организовать брак между Поулом и принцессой Марией, чтобы объединить их династические претензии. Реджинальд стал распространять памфлет, открыто осуждавший короля за брак с вдовой его брата, а также призывал европейских принцев к свержению Генриха. Король написал Маргарет; Маргарет в письме отчитала сына за «глупость». В 1537 году Поул (он ещё не был рукоположен) стал кардиналом. Папа Павел III поставил его во главе организации помощи Благодатному паломничеству, в попытке организовать марш на Лондон с целью свержения правительства Генриха и установления римско-католической власти в стране. Однако ни Франциск I, ни император Карл не поддержали это начинание, и английское правительство быстро подавило марш. В 1539 году Поул был направлен к императору, чтобы организовать эмбарго против Англии — об этой мере знал и Генрих, будучи предупреждённым самим Поулом.
В августе 1538 года был арестован один из сыновей Маргарет, Джеффри: он вёл переписку с братом, и во время расследования деятельности Генри Куртене, который приходился Поулам троюродным братом, всплыло его имя. В итоге Томас Кромвель арестовал Джеффри и допросил. На допросе тот сообщил, что его старший брат Генри, как и Куртене, состояли в переписке с Реджинальдом. Эти показания привели к аресту Генри Куртене, Генри Поула и самой Маргарет в ноябре 1538 года. 12 ноября графиня была допрошена Уильямом Фицуильямом, графом Саутгемптоном, и Томасом Гудричем, епископом Или. Невиновная в какой-то подрывной деятельности Маргарет на все вопросы отвечала твёрдо и чётко. Хотя Фицуильям был настроен к ней неприязненно, ему запугать графиню не удалось, и он неохотно воздал должное силе её характера. Маргарет была помещена в заключение в Коудри-Хаус (Западный Суссекс) под надзор Уильяма Фицуильяма, графа Саутгемптона. Когда условия заключений графиню не устраивали, она начинала жаловаться, что сильно утомляло её тюремщиков. В итоге граф Саутгемптон и его жена были очень рады, когда год спустя, к ноябрю 1539 года, Маргарет перевели в Тауэр.
В январе 1539 года Джеффри Поул получил королевское прощение, в то время как Генри был казнён. В мае 1539 года на заседании парламента Маргарет вместе с Хью Воном была обвинена в том, что помогала своим сыновьям Генри и Реджинальду, а также «содействовала множеству других отвратительных и гнусных измен». Кроме того, Кромвель предъявил тунику с изображением пяти ран Христовых, которое использовалось в качестве эмблемы католического восстания, известного как «Благодатное паломничество». По его утверждению, туника служила символом приверженности графини к римско-католической церкви и символизировала стремление её сына Реджинальда Поула жениться на принцессе Марии и восстановить католичество в Англии. По мнению исследователей, эта улика была сфабрикована самим Кромвелем, поскольку жильё Маргарет было тщательно обыскано ещё при её аресте в ноябре 1538 года, но туника всплыла только через полгода после этого. Однако на основании улик Маргарет Куртене и другие подозреваемые были лишены всех имущественных прав.
В 1539 году предполагалось, что Реджинальд Поул может вторгнуться в Англию. Это обстоятельство, а также стратегическое расположение поместий графини на южном побережье острова и её ожесточённые отношения с королём исключали возможность помилования. При этом пребывание в Тауэре для Маргарет было достаточно комфортным. Она сама, её внук Генри (сын Генри Поула) и сын Куртене, Эдвард, содержались вместе, и их проживание оплачивалось королём. Маргарет имела обширный штат прислуги и большой гардероб вплоть до своей казни в 1541 году. За полгода на одежду графини корона потратила более 15 фунтов. Известно, что она была клиентом портного королевы Екатерины, который должен был сшить для неё новый гардероб. Сам король незадолго до казни также прислал Маргарет ряд предметов одежды, включая 2 дорогие ночные рубашки, 4 пары обуви, нижние юбки, чепцы, чулки и пару новых домашних туфель. Как отметил историк Дэн Джонс, когда графиню вывели на казнь, «она могла успокаивать себя тем, что встретит смерть в новых туфлях». Кроме того, графиня могла писать родственникам, а для трапезы ей подавалась дорогая еда.

## Казнь
| Блаженная Маргарет Поул | Блаженная Маргарет Поул                                 |
| ----------------------- | ------------------------------------------------------- |
| 8-я графиня Солсбери    |                                                         |
| Рождение                | 14 августа 1473 года Фарли-Хангерфорд, Сомерсет, Англия |
| Смерть                  | 27 мая 1541 года Тауэр, Лондон, Англия                  |
| Почитание               | Католическая церковь                                    |
| Беатификация            | 29 декабря 1886 года папой Львом XIII                   |
| День памяти             | 28 мая                                                  |

На стене камеры Маргарет было обнаружено стихотворение:
For traitors on the block should die;

I am no traitor, no, not I!

My faithfulness stands fast and so, 

Towards the block I shall not go!

Nor make one step, as you shall see;

Christ in Thy Mercy, save Thou me!
Предатели на плахе должны умереть;

Я не предатель, нет, не я!

Моя верность крепка,

На плаху я не должна идти!

Ни шагу не делаю, как видите;

Христос в милости своей, спаси меня!
По мнению историка Хэйзел Пирс, решение казнить Маргарет было принято Генрихом VIII достаточно спонтанно, поскольку всего за 2 месяца до этого он потратил достаточно большую сумму на одежду для неё. Возможно, сыграла роль предполагаемая причастность Реджинальда Поула к восстанию в Северной Англии в 1541 году, мотивированному враждебностью к правительству короля, а также его возможные планы по спасению матери. Кроме того, французский дипломат Марильяк 29 мая писал, что англичане «рассчитывают очистить Тауэр от заключённых, находящихся там за измену».
Описание казни сохранилось в донесении, направленном Эсташу Шапюи, послу Священной Римской империи. Утром 27 мая 1541 года леди Солсбери сообщили, что она умрёт в течение часа. В ответ Маргарет, посчитав, что «всё это очень странно», ответила, что понятия не имеет «ни о том, в каком преступлении её обвиняют, ни о том, как её приговорили к казни». Тем не менее графиню забрали из её камеры и отвели во внутренний двор Тауэра, где была подготовлена плаха. Поскольку Маргарет была знатного происхождения, казнь была совершена в узком кругу, хотя общее число свидетелей насчитывало 150 человек.
К казни готовились очень поспешно. Плаха была совсем маленькая, причём эшафот построен не был, поэтому её разместили прямо на земле. Палач, который служил в Тауэре, в это время сопровождал короля, который отправился в Северную Англию, где возник риск восстания. Поэтому исполнять приговор было доверено помощнику палача, который не обладал достаточной квалификацией. Посол Шапюи описывал того как «жалкого неумелого юнца».
Маргарет было 67 лет, но свидетелям казни она казалась «древней старухой»: Шарль де Марильяк, посол Франции, считал, что графине было более 80 лет, а Шапюи указывал, что «почти 90». По свидетельству Шапюи, когда её подвели к плахе, Маргарет «вручила душу творцу» и обратилась к присутствующим, чтобы они помолились за короля Генриха, его жену, королеву Екатерину, малолетнего королевского сына Эдуарда и принцессу Марию, чьей крёстной матерью она являлась.
Так как Маргарет отказалась класть голову на плаху, её опустили насильно. Из-за того, что леди Солсбери боролась, а палач был неопытен, первый удар пришёлся на плечо, оставив в нём глубокую рану. Для завершения казни потребовалось ещё десять дополнительных ударов. The Calendar of State Papers сообщает, что палач был «неумелым и молодым» и что он «искромсал её голову и плечи на куски». Леди Маргарет была похоронена в часовне Святого Петра в оковах внутри Тауэра.
Маргарет Поул стала всего второй знатной дамой с эпохи нормандского завоевания, которая была казнена отрубанием головы. По мнению некоторых исследователей, её казнь следует рассматривать как последний акт периода войны Алой и Белой розы, и она стала частью спланированной Генрихом VIII расправы с влиятельной семьёй, которая придерживалась католической веры. Маргарет была последним представителем династии Плантагенетов; после этого не осталось людей, которые имели бы больше прав на английский престол, чем Генрих VIII и его трое детей. Брат графини был казнён в 1499 году, старший сын — казнён в 1539 году, старший внук умер в Тауэре после 1542 года. Ещё один сын, католический священник Реджинальд, бежал из Англии, дослужившись до кардинала. Узнав о гибели матери, он сказал епископу Бургоса, что она «погибла не по закону природы, а была жестоко убита тем, от кого следовало менее всего ожидать, так как он был её племянником». При этом Реджинальд утешался, что она «приняла мученическую смерть», и сравнивал английского короля с тиранами Античности — Иродом, Нероном и Калигулой.
В 1886 году папа Лев XIII причислил Маргарет Поул к лику святых, поскольку она, как и многие другие, «отдала свою жизнь за достоинство Святого Престола» и за «истину ортодоксальной веры».

## Семья
За пределами двора Маргарет в основном проживала в Уорблингтонском замке в Хэмпшире и в особняке Бишем в Беркшире.
Муж: с примерно ноября 1487 года сэр Ричард Поул (умер в 1504 году), сын Джеффри Поула и Эдит Сент-Джон. В этом браке родилось 5 выживших детей:
- Генри (ок. 1492 — 9 января 1539) — барон Монтегю; был женат на Джейн Невилл, дочери Джорджа Невилла, барона Абергавенни, и Джоан Арундел[36]; в браке родилось два сына и три дочери. Генри был известен как участник суда над Анной Болейн; Поул был казнён по обвинению в государственной измене по приказу короля Генриха VIII, который приходился ему троюродным братом[2]. Правнук Генри Джон Буршье прославился участием в убийстве короля Карла I[37];
- Реджинальд (12 марта 1500 — 17 ноября 1558) — английский кардинал, папский легат в различных регионах и последний католический архиепископ Кентерберийский. Кардинал Поул умер во время эпидемии гриппа в Лондоне[36][2];
- Джеффри (1501/1502 — ноябрь 1558) — был женат на Констанции Пейкенхэм, от которой имел одиннадцать детей. Джеффри был известен тем, что поддерживал католическую церковь в Англии и Уэльсе, когда Генрих VIII установил в стране господство церкви Англии[36][2];
- Артур[англ.] (ок. 1502 — после 10 мая 1535) — был женат на Джейн Льюкенор, дочери сэра Роджера Льюкенора из Троттона и Элеонор Туше. Детей не имел[36][2];
- Урсула[англ.] (ок. 1504 — 12 августа 1570) — была замужем за Генри, бароном Стаффордом, от которого родила четырнадцать детей[36][2].

## В культуре
Маргарет появляется в шекспировской пьесе «Ричард III» как дочь убитого герцога Кларенса. Кроме того, она является персонажем нескольких романов Филиппы Грегори из серий «Война кузенов» и «Тюдоры»: в романе «Первая роза Тюдоров, или Белая принцесса» Маргарет служит при дворе и под покровительством своей кузины Елизаветы; Маргарет является главной героиней романа «Проклятие королей»; в «Вечной принцессе» леди Поул — фрейлина принцессы Уэльской.
В экранизации романа Грегори «Первая роза Тюдоров, или Белая принцесса» роль Маргарет исполнила Ребекка Бенсон. В экранизации романов Грегори «Проклятие королей» и «Вечная принцесса» роль Маргарет исполнила Лора Кармайкл. В сериале «Тюдоры» роль леди Солсбери исполнила Кейт О’Тул. Маргарет является персонажем одного из выпусков британского скетч-шоу «Ужасные истории»; роль исполнила Маргарет Хоу-Дуглас. Дженет Хенфри изображает леди Солсбери в 4-м эпизоде мини-сериала «Волчий зал» — телеадаптации романов Хилари Мэнтел «Вулфхолл» и «Введите обвиняемых».

## Комментарии
1. ↑  По праву рождения Маргарет могла именоваться также леди Маргарет Йоркская и Маргарет Плантагенет[6].
2. ↑  Права на престол Генриха VII обосновывались тем, что его мать происходила из рода Бофортов — побочной ветви Ланкастерского дома, потомков легитимизированных детей Джона Гонта от многолетней любовницы Екатерины Суинфорд. Однако Генрих IV, став королём, исключил Бофортов из линии престолонаследия путём внесения в акт о легитимизации небольшой поправки[14].
3. ↑  Ламберт Симнел выдавал себя за Эдуарда, графа Уорика, брата Маргарет, хотя тот в действительности находился в это время в заключении в Тауэре, или исчезнувшего Ричарда, герцога Йоркского, младшего из сыновей Эдуарда IV[15].
4. ↑  Первоначально день памяти леди Маргарет совпадал с днём её мученичества, 27 мая, но этот день совпадает с днём памяти Августина Кентерберийского.
5. ↑  Существует мнение, что после первого удара, пришедшегося на плечо, Маргарет вскочила на ноги и побежала, преследуемая палачом, который успел нанести ещё несколько ударов, ставших для графини смертельными. Однако эти источники считаются недостоверными.
6. ↑  Первой была Анна Болейн, 2-я жена Генриха VIII[34].